# 拉斯努特里亞斯 (新墨西哥州)
拉斯努特里亞斯（英語：Las Nutrias）是位於美國新墨西哥州索科羅縣的普查規定居民點。

## 人口
根據2020年美國人口普查的數據，拉斯努特里亞斯的面積為2.50平方千米，皆為陸地。當地共有人口119人，而人口密度為每平方千米47.6人。